# Liste der Bürgermeistereien im Regierungsbezirk Trier
Die Liste der Bürgermeistereien im Regierungsbezirk Trier enthält, nach Kreisen geordnet, alle Bürgermeistereien, die zwischen 1815 und 1927 im preußischen Regierungsbezirk Trier bestanden.

## Geschichte
Der 1815 eingerichtete Regierungsbezirk Trier setzte sich aus linksrheinischen Gebieten zusammen, die bis Ende 1813 unter direkter französischer Herrschaft standen. Dort waren mit Départements, Arrondissements, Kantonen und Mairien (Bürgermeistereien) Verwaltungsstrukturen nach französischem Muster eingeführt worden. Nachdem diese Gebiete beim Wiener Kongress endgültig an Preußen gefallen waren, wurden sie in neue Provinzen, Regierungsbezirke und Kreise gegliedert. Die untere Verwaltungsebene wurde jedoch aus der Franzosenzeit unverändert übernommen, so dass aus den Mairien nun preußische Bürgermeistereien wurden.
Größere Änderungen der Verwaltungsstrukturen ereigneten sich zunächst am Ende der 1850er Jahre, als in einigen Städten die Rheinische Städteordnung eingeführt wurde die betroffenen Bürgermeistereien in eine Stadt- und eine Landbürgermeisterei aufgespalten wurden. Insbesondere im Kreis Bitburg wurde die Zahl der Bürgermeistereien mehrmals reduziert.
Der Süden des Regierungsbezirks gehörte seit 1920 zum Saargebiet, das unter französische Verwaltung gestellt wurde. Die Geschichte der Bürgermeistereien in der Rheinprovinz endete im Dezember 1927, als die Bezeichnung aller Landbürgermeistereien in „Amt“ geändert wurde.
Im Teil des Regierungsbezirks Trier, der seit 1946 zu Rheinland-Pfalz gehört, bestanden Ämter noch bis zum 1. Oktober 1968 fort, als sie im Rahmen der rheinland-pfälzischen Gebietsreformen in Verbandsgemeinden umgewandelt wurden. Im Teil des Regierungsbezirks, der zum Saarland kam, wurden alle Ämter im Rahmen der saarländischen Gebietsreform am 1. Januar 1974 aufgehoben.

## Liste der Bürgermeistereien
Bei den Bürgermeistereien, die nicht während der ganzen Zeit von 1815 bis 1927 bestanden, ist der Zeitraum ihres Bestehens angegeben.

### Kreis Bernkastel
| - Bernkastel (ab 1857 Städteordnung) - Bernkastel-Land (1857–1927) - Kempfeld1) - Lieser - Morbach - Mülheim | - Neumagen - Rhaunen - Talling (1815–1858) - Thalfang - Zeltingen |

1): bis 1889 Bürgermeisterei Wirschweiler

### Kreis Bitburg
| - Alsdorf (1815–1914) - Ammeldingen (1815–ca. 1860) - Auw (1815–ca. 1850) - Baustert (1815–1914) - Bettingen (1815–1856) - Bickendorf - Biersdorf (1815–ca. 1856) - Bitburg (ab 1857 Städteordnung) - Bitburg-Land (1857–1927) - Bollendorf (1815–1896) - Dockendorf (1815–1914) - Dudeldorf - Echternacherbrück (1896–1927) - Ernzen (1815–ca. 1856) - Fließem (1815–1914) - Geichlingen (1815–1862) - Idenheim (1815–1914) - Irrel (1815–ca. 1856) - Karlshausen (1815–1862) - Körperich - Koxhausen (1815–1862) - Kruchten (1815–ca. 1860) - Kyllburg | - Lahr (1815–1862) - Malberg (1815–1914) - Meckel (1815–1914) - Messerich (1815–1856) - Mettendorf (1815–1914) - Metterich (1815–ca. 1860) - Neuerburg (ab 1859 Städteordnung) - Neuerburg-Land (1859–1927) - Nusbaum (1815–1914) - Oberweis - Ordorf (1815–ca. 1860) - Outscheid (1815–1871) - Peffingen (1815–1914) - Rittersdorf (1815–1914) - Roth (1815–ca. 1860) - Schankweiler (1815–1914) - Seffern (1815–ca. 1856) - Speicher - Stockem (1815–1871) - Wallendorf (1815–ca. 1860) - Weidingen (1815–1871) - Wißmannsdorf (1815–1871) - Wolsfeld (1914–1927) |

### Kreis Daun
| - Daun - Dockweiler - Gerolstein - Gillenfeld - Hillesheim - Kerpen | - Lissendorf - Rockeskyll - Sarmersbach - Üdersdorf - Weidenbach |

### Kreis Merzig
| - Hausbach (1815–1848) - Haustadt - Hilbringen - Losheim - Merzig (ab 1857 Städteordnung) | - Merzig-Land (1857–1927) - Mettlach1) - Wadern - Wahlen - Weiskirchen2) |

1): bis 1848 Bürgermeisterei Besseringen
2): bis 1848 Bürgermeisterei Weierweiler

### Kreis Ottweiler
| - Dirmingen - Eppelborn - Neunkirchen - Ottweiler (ab 1857 Städteordnung) - Ottweiler-Land (1857–1895) | - Stennweiler - Tholey - Uchtelfangen - Wiebelskirchen (1895–1927) |

### Kreis Prüm
| - Arzfeld - Auw - Bleialf - Büdesheim - Burbach - Daleiden - Dasburg - Dingdorf - Eschfeld - Habscheid - Hallschlag - Harspelt - Leidenborn - Lichtenborn - Lünebach | - Mürlenbach - Niederprüm - Olmscheid - Olzheim (1815–1896) - Pronsfeld - Prüm (ab 1856 Städteordnung) - Prüm-Land (1896–1927) - Ringhuscheid (1815–1854) - Rommersheim (1815–1896) - Schönecken - Stadtkyll - Steffeln - Wallersheim (1815–1896) - Waxweiler - Winterscheid |

### Kreis Saarbrücken
| - Bischmisheim - Dudweiler - Friedrichsthal (1866–1927) - Gersweiler - Heusweiler - Kleinblittersdorf - Ludweiler - Malstatt-Burbach (1866–1909, ab 1875 Städteordnung) | - Püttlingen (1868–1927) - Quierschied (1903–1927) - Saarbrücken (ab 1859 Städteordnung) - Sellerbach - St. Arnual (1815–1897) - St. Johann (1859–1909, mit Städteordnung) - Sulzbach (1866–1927) - Völklingen |

### Kreis Saarburg
| - Freudenburg - Irsch1) - Kanzem (1815–1879) - Meurich (1815–1859) - Nennig (1815–1863) - Nittel (1815–1879) - Orscholz | - Perl - Saarburg (ab 1857 Städteordnung) - Saarburg-Land (1857–1927) - Sinz (1815–1863) - Sinz-Nennig (1863–1927) - Tawern (1879–1927) - Zerf |

1): ab 1905 Bürgermeisterei Beurig

### Kreis Saarlouis
| - Berus - Bettingen - Differten - Fraulautern - Ihn (1815–1858) - Ittersdorf (1815–1858) - Kerlingen (1858–1927) - Lebach - Lisdorf | - Nalbach - Oberesch - Rehlingen - Saarlouis (ab 1856 Städteordnung) - Saarwellingen - Schwalbach - Überherrn (1815–ca. 1860) - Wallerfangen |

### Stadtkreis Trier
| - Trier (ab 1856 Städteordnung) | - Vororte von Trier (1852–1888) |

### Landkreis Trier
| - Aach (1815–ca. 1850) - Aach-Igel-Trierweiler (ca. 1850–1927) - Beuren - Farschweiler - Heidenburg - Hermeskeil - Igel (1815–ca. 1850) - Irsch (1815–1875) - Irsch-Schöndorf (1875–1927) - Kell - Konz - Leiwen - Longuich - Mehring | - Oberemmel (1815–1858) - Otzenhausen - Pfalzel - Ralingen - Ruwer - Schleidweiler - Schöndorf (1815–1875) - Schweich - Vororte von Trier (1888–1927) - Trierweiler (1815–ca. 1850) - Trittenheim - Wasserliesch (1815–1858) - Welschbillig |

### Kreis St. Wendel
| - Alsweiler - Baumholder - Burglichtenberg - Grumbach | - Oberkirchen - Sien - St. Wendel (ab 1858 Städteordnung) - St. Wendel-Land (1894–1927) |

### Kreis Wittlich
| - Bengel - Bombogen (1857–1927) - Eisenschmitt - Gransdorf (1815–1854) - Heidweiler - Hetzerath - Kröv - Landscheid - Laufeld - Manderscheid | - Neuerburg - Niederöfflingen - Oberkail - Osann - Salmrohr - Sehlem - Seinsfeld (1815–1854) - Spang - Wittlich (ab 1857 Städteordnung) |